# ソクラテス式問答法
ソクラテス式問答法（ソクラテスしきもんどうほう、英: Socratic method。別名: エレンコス、反対論証法〔英: method of elenchus〕もしくはソクラテス式討論〔英: Socratic debate〕）は古代ギリシアの哲学者ソクラテスに因んで名づけられた探究の方式であり、個人間の議論の方式である。

## 概要
この方式は問いを立て、それに答えるという対話に基づいている。これは批判的思考を活性化させ、考えを明らかにするためである。この方式は弁証法であり、しばしば次のような議論を伴う。その議論においては一方の見解を擁護することは疑問にさらされる。この議論において一方の参加者は他方の参加者に何らかの仕方で矛盾したことを言わせることができ、その結果、後者の探究者の見解を強化させることができる。
ソクラテス式問答法は仮説の排除という否定的な作業をする方法である。この方法においては矛盾につながる仮説が徐々に見定められ、排除されることによってより良い仮説が見つけられる。この方法は一般的で通常受け入れられる真理、なおかつ我々の見解を定めるような真理を求める。そしてこの方法はそれらの真理が他の信念と一貫していることを確かめるためにそれらの真理をよく調べる。この方法の基本形式は、論理と事実にかんする検証としてまとめ上げられた一連の問いである。それらの問いはある人物ないしはグループが何らかの話題についての信念を考えつくことを助けることを意図している。それらの問いは定義ないしはロゴスを確かめ、さまざまな個別事例が共有している一般的特徴を明らかにしようと努める。対話者たちの信念に含まれる暗黙的な定義を明らかにするところまで、あるいは彼らがさらに理解することを助けるところまでこの方法を採用することは、産婆術 (maieutics) と呼ばれている。アリストテレスはこの定義の方法と帰納法を発見したのはソクラテスだとしている。アリストテレスはこれらの方法を科学的方法の本質だとみなしている。
紀元前5世紀後半、ソフィストたちは哲学および修辞学の手法を用いることに特化した教師だった。彼らがそれらの手法を用いたのは、聞き手を楽しませ、その人に好印象を与え、その人を説得して話し手の見解を受け入れさせるためだった。ソクラテスはソフィストたちのとは異なる代替的な教授法を奨励した。その方法はソクラテス式問答法と呼ばれるようになった。
ソクラテスがアテナイの仲間たちとのそのような議論に従事し始めたのは、彼の若い頃からの友人カエレポン (Chaerephon) がデルフォイの神託を見に行ったあとのことである。その信託は、ギリシャにはソクラテスよりも賢明な人物はいないと言っていた。ソクラテスはこれを逆説だと考えた。そして彼は自分の難問に答えるためにソクラテス式問答法を使い始めた。だが、ディオゲネス・ラエルティオスは、プロタゴラスが「ソクラテス」式問答法を発明したのだと書いている。
プラトンは『エウテュプロン』や『イオン』のような初期の対話篇の中でソクラテス式の反対論証法を散文でうまく表している。その中でプラトンはソクラテスのことをアテナイの著名な対話者たちの中でもとりわけ好奇心の強い質問者として描写している。ソクラテス式問答法は、いわゆる「ソクラテス式対話」 (Socratic dialogue) の中で最もよく見かけられる。この対話は通例、ソクラテスがこの方法に携わり、自分の仲間の市民たちに向かって道徳的・認識論的話題について問うている姿を描いている。
「ソクラテス式問いかけ」(Socratic questioning) という語句はある種の問いかけを記述するのに使われる。この種の問いかけにおいては、最初の問いに対して正しくない答えがあたかも正しい答えであるかのように答えられる。これを受けて、今度は最初の質問者が、会話の進展を考慮に入れて新たな問いを立て直すことを強いられる。
1990年代、フランスの哲学者マルク・ソーテはソクラテス式問答法を哲学カフェで復活させようとした。

## 方法
反対論証または論駁（古代ギリシア語: ἔλεγχος, エレンコス「反証ないしは論駁の議論。特に論駁するという目的のために反対尋問をし、検証をし、精査をすること」）はソクラテス式問答法の中枢を占める技法である。elenchus（反対論証）というラテン語表記は英語では哲学の専門用語として使われる。
プラトンの初期対話篇において、反対論証はソクラテスが究明をするのに使用する技法である。究明というのは例えば、正義や徳のような倫理的概念の特質あるいは定義の究明である。ある大まかな説明によれば、反対論証は次のステップからなる。
1. ソクラテスの対話相手がある命題、例えば「勇気とは魂の忍耐のことである」を主張する。この命題のことをソクラテスは偽であると考え、論駁の標的にする。
2. ソクラテスは追加的前提、例えば「勇気は素晴らしいものである」ならびに「無知に基づく忍耐は素晴らしいものではない」への同意を対話相手から取りつける。
3. 次に、これらの追加の前提は最初の命題と反対のことを含意するということ、この場合、それらの追加前提から「勇気とは魂の忍耐のことではない」が導かれるということを、ソクラテスが主張し、対話相手もそれに同意する。
4. 次に、対話相手の命題が偽であること、ならびにその命題の否定が真であることを自分は示した、とソクラテスは主張する。

反対論証的な考察は検討中の概念に関する新たな、より精錬された考察をもたらすことができる。この場合、反対論証的考察は「勇気とは魂の賢明な忍耐のことである」という主張について考察することを促す。ほとんどのソクラテス式探究は一連の反対論証から成り、多くの場合、「アポリア」として知られる難問にたどり着く。
上記の第4ステップはプラトンの初期対話篇がもつアポリア的特質を失わせている、とマイケル・フレード (Michael Frede) は主張している。もし何らかの主張が真であると示されるのであれば、対話相手たちがアポリアの状態になるということはありえない。なおここでアポリアの状態というのは、彼らにはもはや、対話中の話題について何を言うべきなのかが何も分からないという状態のことである。
反対論証が正確にどういう性質のものかをめぐっては、大いに議論がなされている。とりわけ、反対論証は知識をもたらしてくれる肯定的方法なのか、それとも知識をもたらしてはくれるものの、もっぱら誤った主張を論駁するのにだけ使われる否定的方法なのかをめぐって、議論がなされている。
W. K. C. ガスリーが著書『ギリシャの哲学者たち』で述べているところによると、ソクラテス式問答法のことを我々が問いへの答え、ないしは知識を求める手段だとみなすのは誤りである。ソクラテス式問答法は、実際は我々の無知を明らかにすることをねらいとするのだ、とガスリーは主張している。ソクラテスは、ソフィストたちとは異なり、知るということは可能だと考えていたが、知ることへの第一ステップは自分の無知を認めることだとも考えていた。ガスリーはこう書いている。「〔ソクラテス〕がいつも言っていたのは、彼自身はものを知らないということ、そして彼が他の人たちよりも知恵がある唯一の点は、彼は自らの無知を自覚しているのに対して他の人たちはそうじゃないということである。ソクラテス式問答法の精髄は、対話相手に、その対話相手は自分が何かを知っていると思っているが実際はそうじゃないのだということを納得させることである。」

## 応用
ソクラテスは通例、自らの検討法を具体的な定義がないように思われる概念へ応用した。例えば、当時の主要な道徳的概念、つまり「敬虔」、「知恵」、「節制」、「勇気」、そして「正義」といった徳目へ応用をした。このような検討は対話相手たちが暗黙的に抱く道徳的信念を疑い、彼らの信念に含まれる不備な点や矛盾を明らかにし、そしてたいていアポリアにたどり着いた。信念のそうした不備な点があることから、ソクラテスは自らの無知を認めたのだが、他の人たちはものを知っていると主張したままだった。無知であるにもかかわらずものを知っていると主張したままの人たちよりもソクラテスをより知恵のある者にしているのは、彼が自らの無知を自覚しているということだ、と彼は考えた。一見したところこの考えは逆説的なようだが、この考えのおかげで実際にソクラテスは自らの誤りの数々を悟ることができたのであり、それらの誤りのことを他の人たちは正しいと決めてかかっていた。この主張は、ソクラテスより知恵のある人物はいないというデルフォイの神託の宣告としての逸話のおかげで知られることとなった。
ソクラテスは知恵についてのこの主張を自分が道徳を奨励するときの基礎として用いた。それで彼は次のように主張した。
1. 最高善 (the chief goodness) は、道徳的真理および道徳的理解とのかかわりで魂に配慮をすることにある。
2. 「富は個人と国家のどちらにも善をもたらさないが、善はそれらのどちらにも富や他のあらゆる恩恵をもたらす。」
3. 「検討［対話］のない人生は生きるに値しない。」

ソクラテス式問答法が使われるのは、このことを念頭に置いてのことである。
現代にこの方法が使用される動機とソクラテスが使用した動機は必ずしも同じではない。ソクラテスが実際に整合的な諸理論を練り上げるためにこの方法を用いたことはたまにしかなかったのであり、彼はその代わりにミュトスを用いてそれらの理論を説明した。パルメニデスがソクラテス式問答法を用いて、ソクラテスが持ち出したものとしてのプラトン哲学のイデア論に含まれる不備を指摘しているところを、対話篇『パルメニデス』は描いている。通例プラトンないしはソクラテスが解説する理論が、対話を通して乗り越えられるという内容の対話篇は、『パルメニデス』だけではない。この方法は答えにたどり着くためにではなく、我々が抱いている理論を乗り越えるために、すなわち我々が当然のことと思っている公理や公準を「超える」ために使われた。それで、プラトンはミュトスとソクラテス式問答法を両立しないものだとはしなかった。それらには異なる目的があり、それらは善や知恵へと至る「左側」と「右側」の道としばしば表現された。

### 精神療法
ソクラテス式問答法は、ソクラテス式問いかけ (Socratic questioning) という形で、精神療法向けに改変されてきた。最も顕著にそうされてきたのは古典的なアドラー精神療法 (classical Adlerian psychotherapy)、認知療法そして現実療法 (reality therapy) においてである。この方法は意味、感情そして論理的帰結を明確にすることに、徐々に病識を表明することに、あるいは徐々に代替的行為を探ることに使用することができる。

### 法学教育での応用
ロー・スクール (アメリカ合衆国)で始められた授業の教授方法で、日本語では通称ソクラテス・メソッドと呼ばれている。主に、過去の事例を使うケースメソッドの授業で使われる。実際にあった事例の資料を渡され（100ページ以上に及ぶこともある）、学生は事前にそれを読んでおくことを指示される。授業が始まると教師がランダムに学生を指名してその事例に関する質問をし、即座に答えさせる。その学生が答えられなかった場合や、その答えに反論がある場合は、他学生が競って答えていく。教師はそれらに対し、解説するのではなく、さらに次々と質問をし続け、学生たちはこの過程を通して考えを整理していき、結論を導き出していく。その過酷な授業風景は、ハーバード大学ロースクールの新入生を主人公にしたアメリカ映画『ペーパーチェイス (The Paper Chase)』(1973) に登場し、一般にも広く知られるようになった。